# Archidium phascoides
Espèce
Archidium phascoides est une espèce de mousses de la famille des Archidiaceae. Elle vit sur les talus, landes ou autres lieux incultes humides, sur sol argileux ou calcaire.